# F.A.M.E. (album)
F.A.M.E. – czwarty album amerykańskiego piosenkarza Chrisa Browna, wydany 18 maja 2011. Chris Brown pracował nad płytą z wieloma producentami i artystami, pojawia się tam min. Kevin McCall, Busta Rhymes, Lil Wayne, Ludacris oraz Justin Bieber.

## Lista utworów
Lista według Discogs:
| #  | Tytuł                  | Gościnnie                | Producent                                         | Czas |
| -- | ---------------------- | ------------------------ | ------------------------------------------------- | ---- |
| 1  | "Deuces"               | Tyga & Kevin McCall      | K-Mac                                             | 4:36 |
| 2  | "Up 2 You"             |                          | The Underdogs                                     | 4:07 |
| 3  | "No Bullshit"          |                          | Tha Bizness                                       | 4:07 |
| 4  | "Look at Me Now"       | Busta Rhymes & Lil Wayne | Diplo, Afrojack, Free School                      | 3:42 |
| 5  | "She Ain't You"        |                          | Free School                                       | 4:08 |
| 6  | "Say It With Me"       |                          | Harmony "H Money" Samuels                         | 3:01 |
| 7  | "Yeah 3x"              |                          | Justin "DJ Frank E" Franks                        | 4:01 |
| 8  | "Next 2 You"           | Justin Bieber            | The Messengers                                    | 4:25 |
| 9  | "All Back"             |                          | Timothy "T. Bloom" Bloom                          | 4:26 |
| 10 | "Wet the Bed"          | Ludacris                 | Derrick "Bigg D" Baker                            | 4:26 |
| 11 | "Oh My Love"           |                          | Harmony "H Money" Samuels                         | 4:44 |
| 12 | "Should've Kissed You" |                          | Brian Kennedy, T-Wiz, Chris Brown                 | 4:24 |
| 13 | "Beautiful People"     | Benny Benassi            | Marco "Benny" Benassi, Allessandro "Alle" Benassi | 3:46 |

### Deluxe Edition
| #  | Tytuł                   | Gościnnie            | Producent             | Czas |
| -- | ----------------------- | -------------------- | --------------------- | ---- |
| 14 | "Bomb"                  | Wiz Khalifa          | Free School           | 3:33 |
| 15 | "Love Them Girl"        | Game                 | Polow da Don          | 3:11 |
| 16 | "Paper, Scissors, Rock" | Timbaland & Big Sean | Timbaland, JRoc       | 3:46 |
| 17 | "Beg for It"            |                      | Stereotypes, Ra Charm | 3:44 |

### International Deluxe Edition
| #  | Tytuł      | Gościnnie | Producent | Czas |
| -- | ---------- | --------- | --------- | ---- |
| 18 | "Champion" | Chipmunk  | H Money   | 3:58 |

### Team Breezy Deluxe Edition
| #  | Tytuł           | Gościnnie | Producent | Czas |
| -- | --------------- | --------- | --------- | ---- |
| 18 | "All About You" |           |           | 3:15 |

### Japan Deluxe Edition
| #  | Tytuł             | Gościnnie | Producent | Czas |
| -- | ----------------- | --------- | --------- | ---- |
| 18 | "Talk Ya Ear Off" |           | Timbaland | 3:13 |
| 19 | "Champion"        | Chipmunk  | H Money   | 3:58 |